# Ryszard Wryk
Ryszard Wryk (ur. 28 lipca 1951 w Brodach) – polski historyk, wydawca, uczeń Antoniego Czubińskiego, współpracownik Polskiego Słownika Biograficznego.

## Życiorys
Od 1976 pracownik naukowo-dydaktyczny w Instytucie Historii Uniwersytetu im. Adama Mickiewicza (początkowo jako starszy wykładowca, obecnie jako profesor nadzwyczajny). Zajmuje się dziejami ruchu sportowego na ziemiach polskich w XIX i XX wieku, najnowszą historią Wielkopolski i biografistyką.
W latach 1993–2012 pełnił funkcję dyrektora Wydawnictwa Poznańskiego. Jest prezesem Wydawnictwa Nauka i Innowacje.
W 2013 roku otrzymał stopień naukowy doktora habilitowanego na podstawie dorobku naukowego.

## Dorobek naukowy

### Autor publikacji
- Akademicki Związek Sportowy 1908–1983. Wspomnienia i pamiętniki (wybór i opracowanie 1985). Poznań: 1985. Brak numerów stron w książce
- Akademicki Związek Sportowy 1908–1939. Poznań: 1990. ISBN 83-232-0265-6. Brak numerów stron w książce
- Straty osobowe Akademickiego Związku Sportowego w latach II wojny światowej 1939–1945. Poznań: Wydawnictwo Naukowe UAM, 1991. ISBN 83-232-0356-3. Brak numerów stron w książce
- Sport olimpijski w Polsce 1919-1939: biogramy olimpijczyków. Poznań: Wydawnictwo Poznańskie, 2006. ISBN 978-83-7510-148-5. Brak numerów stron w książce
- Zarys działalności Akademickiego Związku Sportowego w Poznaniu 1919-1949. Poznań: Nauka i Innowacje, 2007. ISBN 978-83-7510-148-5. Brak numerów stron w książce
- Sport akademicki w relacjach i wspomnieniach. Poznań: Nauka i Innowacje, 2009. ISBN 978-83-7177-632-8. Brak numerów stron w książce
- 90 lat Akademickiego Związku Sportowego w Poznaniu (2009)
- Początki ruchu olimpijskiego w Polsce. Poznań: Nauka i Innowacje, 2015. ISBN 978-83-934106-8-2. Brak numerów stron w książce
- Olimpijczycy Drugiej Rzeczypospolitej. Poznań: Nauka i Innowacje, 2015. ISBN 978-83-64864-22-3. Brak numerów stron w książce
- Sport i wojna. Poznań: Nauka i Innowacje, 2016. ISBN 978-83-64864-58-2. Brak numerów stron w książce
- Polski ruch olimpijski w historiografii. Poznań: Nauka i Innowacje, 2021. ISBN 978-83-65988-65-2. Brak numerów stron w książce

### Współredaktor prac zbiorowych
- Z badań nad dziejami stosunków polsko-niemieckich (1991).
- Zbrodnie niemieckie w Wielkopolsce 1939–1945 (2004).

### Pomysłodawca i redaktor naukowy serii wydawniczych
- Czas i Myśl.
- Poznańskie Słowniki Biograficzne.
- Poznańskie Studia Historyczne.
- Wielkopolska. Historia – Społeczeństwo – Kultura.